# Palazzo Secco Dolfin

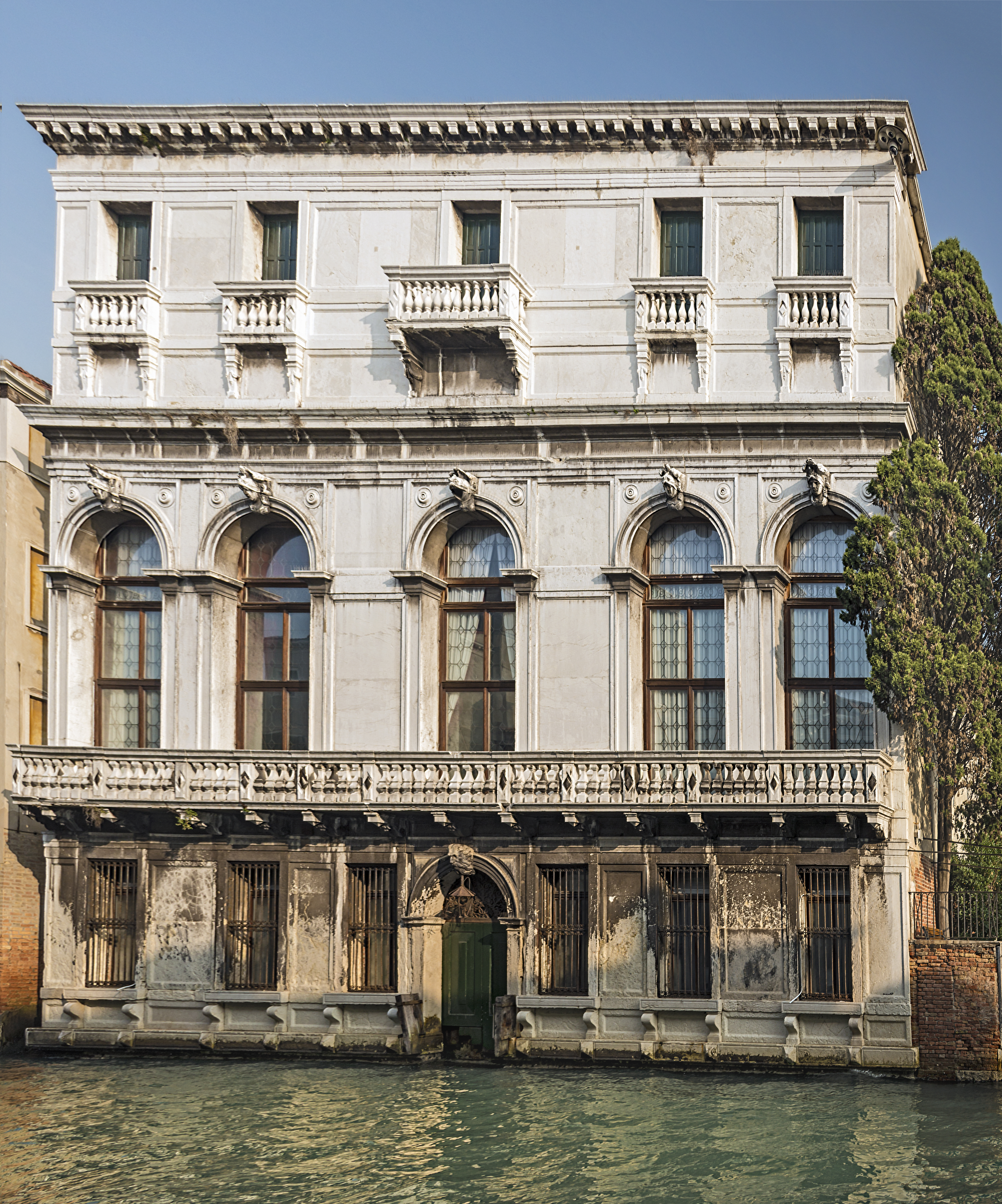
Der Palazzo Secco Dolfin, San Marco

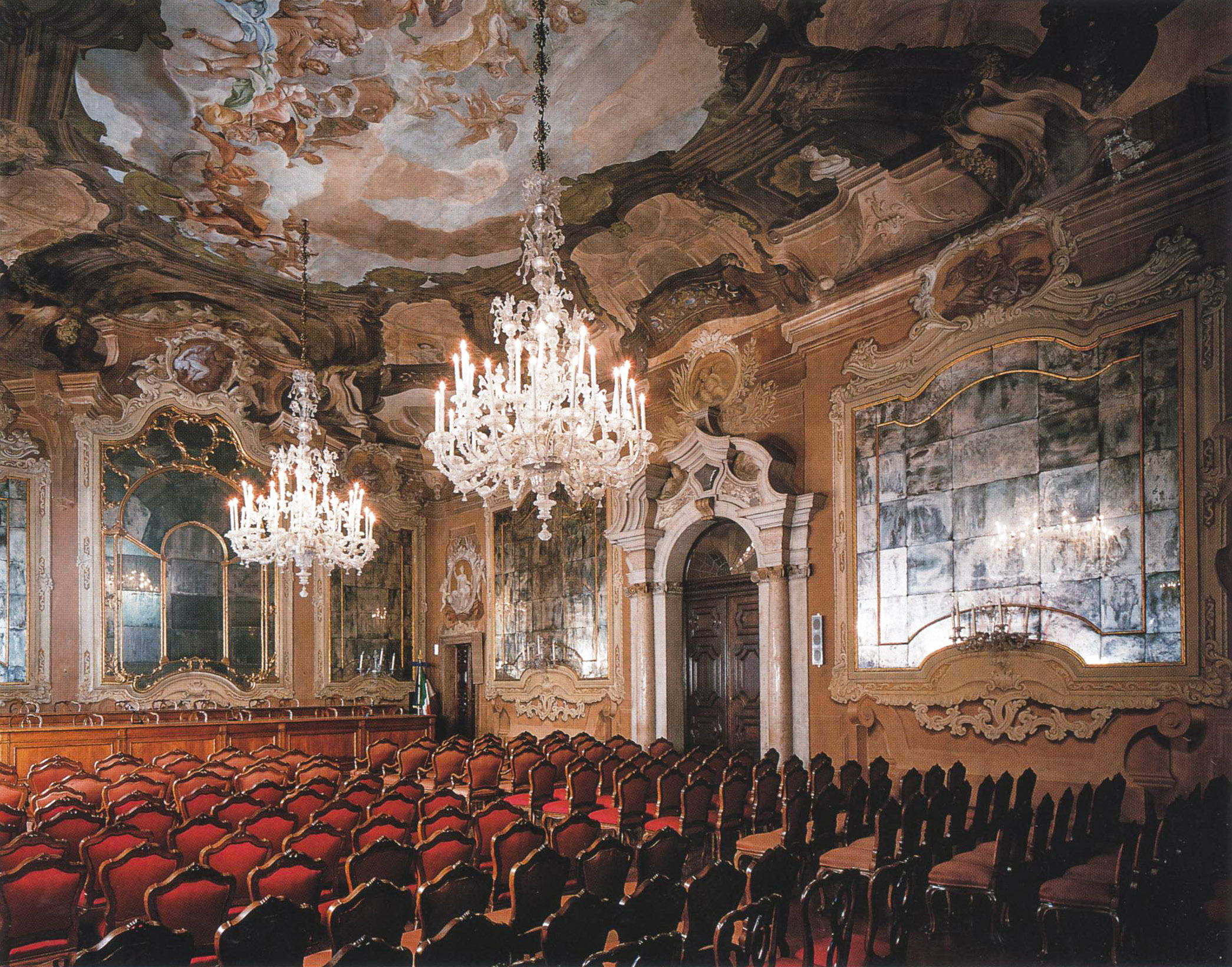
Blick in den Salon mit dem Deckengemälde, das die Familie Dolfin glorifiziert

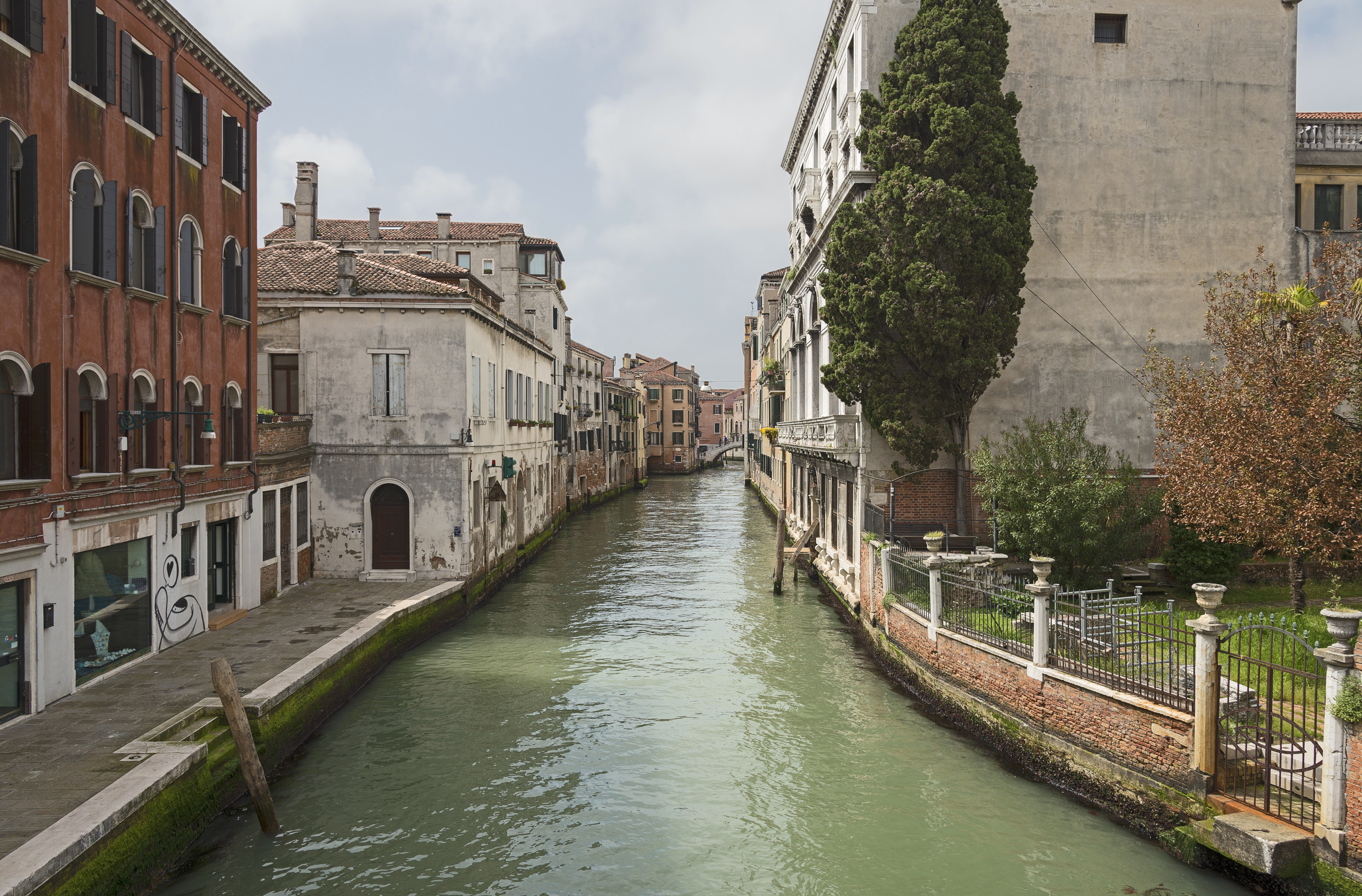
Blick von Osten über den Rio di Ca’Foscari, rechts der Secco-Dolfin-Palast mit dem vorgelagerten Garten

Der Palazzo Secco Dolfin, häufig einfach Palazzo Dolfin genannt, was zu allerlei Verwechslungen führt, ist ein venezianischer Palast im Sestiere Dorsoduro, dessen Hauptfassade auf den Rio di Ca’Foscari blickt. Die Gartenanlage zu dieser Gasse entstand durch den Abriss eines Palazzo Renier.
Der Palast, von der Familie Secco errichtet, wurde 1621 von einem Zweig der Dolfin erworben. 1955 erwarb die Universität den Palast und ließ ihn restaurieren. Er dient heute als Gästehaus der Universität und als deren Aula Magna.
Über einem niedrigen Wassergeschoss erhebt sich ein piano nobile mit durchlaufendem Balkon, wobei die Fassadenbreite des Palastes von einem Festsaal eingenommen wird, dem Salone. Darin befindet sich ein Deckenfresko von Niccolò Bambini (1651–1736), das zwischen 1710 und 1715 (nach anderen Angaben 1714) entstand und eine Allegorie auf Venedig darstellt. Der Raum liegt hinter der Fassade am Rio und wird ausschließlich durch die fünf großen Fenster erleuchtet. Er kann durch einen großen Haupteingang und zwei Nebeneingänge betreten werden. Er misst 10 mal 17 m und ist 7 m hoch. Durch die gewölbte Decke wirkt er noch höher.
Die Quadraturmalerei wird üblicherweise Antonio Felice Ferrari (1667–1720) zugeschrieben, wird aber auch auf einen Besuch von Friedrich IV. von Dänemark und Norwegen im Jahr 1708 zurückgeführt. 1725 bis 1730 entstanden Episoden der römischen Geschichte nach Titus Livius von Giambattista Tiepolo, doch wurden diese im 19. Jahrhundert verstreut, und an ihre Stelle traten historisierende Spiegel. Die Gemälde befinden sich heute im Kunsthistorischen Museum Wien, dem Metropolitan Museum New York und der Petersburger Eremitage. Zur Zeit der Auftragsvergabe an Ferrari war Daniele III. Familienoberhaupt der Dolfin, der als der beste Redner seiner Zeit galt.